# Berlstedt
Berlstedt là một đô thị thuộc huyện Weimarer Land, bang Thüringen, Đức. Đô thị này có diện tích 18,94 km², dân số thời điểm 31 tháng 12 năm 2006 là 1916 người. Ngày 1 tháng 12 năm 2007, đô thị cũ Hottelstedt đã được sáp nhập vào Berlstedt.